# Редникова, Екатерина Валерьевна
Екатери́на Вале́рьевна Ре́дникова (род. 17 мая 1973, Москва) — советская и российская актриса театра и кино.

## Биография
Родилась 17 мая 1973 года в Москве. Окончила среднюю школу № 1208 на юго-востоке города.
В 1994 году окончила Российскую академию театрального искусства (ГИТИС). 
В театре «Et Cetera» сыграла роли Рут в «За горизонтом» Ю. О’Нила, Кормилицы в «Лекаре поневоле» Мольера, Смуглой леди в «Смуглой леди сонетов» Бернарда Шоу.
В кино актриса дебютировала в 1990 году в социальной драме «Уроки в конце весны» Олега Кахуна. Затем были роли в картинах «Бездна» Владимира Басова-младшего, «Риск без контракта» (1992) и «Дьявольская симфония» (1994) Д. Таусик. 
Известность Екатерине Редниковой принесла роль горничной Насти в фильме Алексея Сахарова «Барышня-крестьянка» (1995), а а широкой популярностью она обязана фильму Павла Чухрая «Вор» (1997). За свою работу была отмечена в 1998 году премией «Ника» за лучшую женскую роль.

## Личная жизнь
В 2008 году вышла замуж за российско—американского продюсера и сценариста Сергея Викторовича Конова (1955—2023). 23 августа 2012 года в клинике Лос-Анджелеса у супружеской пары родился сын Лавр. В разводе, проживает в США. Дружит с Миллой Йовович.

## Творчество

### Роли в театре

#### Московский театр «Et Cetera»
- «За горизонтом» Ю. О’Нила — Рут
- «Лекарь поневоле» Мольера — кормилица
- «Смуглая леди сонетов» Бернарда Шоу — Смуглая леди

#### Театр «Империя звёзд»
- «Трамвай „Желание“» Теннесси Уильямса — Стелла

### Роли в кино
| Год       |   | Название                              | Роль                                                                                 |
| --------- | - | ------------------------------------- | ------------------------------------------------------------------------------------ |
| 1990      | ф | Бабник                                | Ариана                                                                               |
| 1990      | ф | Уроки в конце весны                   | Маша                                                                                 |
| 1992      | ф | Риск без контракта                    | Татьяна                                                                              |
| 1993      | ф | Бездна, круг седьмой                  | Катюша                                                                               |
| 1993      | ф | Территория                            | Ксюша                                                                                |
| 1994      | ф | Дьявольская симфония (США, Россия)    | Иветта                                                                               |
| 1994      | ф | Простодушный                          | служанка в трактире                                                                  |
| 1995      | ф | Барышня-крестьянка                    | Настя                                                                                |
| 1997      | ф | Вор                                   | Катя                                                                                 |
| 1998—2002 | с | Самозванцы                            | Саша                                                                                 |
| 1999—2000 | с | Каменская                             | Досюкова Наталья Михайловна                                                          |
| 2000      | ф | Балалайка (Турция)                    | Таня                                                                                 |
| 2000      | ф | Виза на смерть                        | Катя                                                                                 |
| 2002      | с | Русские в городе Ангелов (США)        | Рита                                                                                 |
| 2003      | ф | Замыслил я побег                      | Катя Башмакова                                                                       |
| 2003      | с | Любовь императора                     | Варвара Шебеко                                                                       |
| 2004      | ф | Диверсант                             | Люба                                                                                 |
| 2004      | ф | Каунасский блюз (Литва)               | женщина с ребёнком                                                                   |
| 2004      | ф | Пограничный блюз                      | Рита Кириева                                                                         |
| 2005      | ф | Архангел (США)                        | Зинаида Рапанова                                                                     |
| 2005      | с | Большое зло и мелкие пакости          | Дина Лескова                                                                         |
| 2005      | ф | Охота на асфальте                     | Ольга Петровна Будникова                                                             |
| 2005      | с | Убойная сила 6                        | Лиза Лунина                                                                          |
| 2005      | ф | Чердачная история                     | Лиза                                                                                 |
| 2006      | с | Девять месяцев                        | Марина                                                                               |
| 2006      | с | Катерина                              | Имя персонажа не указано                                                             |
| 2006      | с | Последний бронепоезд                  | Соня                                                                                 |
| 2006      | ф | Человек безвозвратный                 | Вера                                                                                 |
| 2007      | ф | Если ты меня слышишь                  | Лариса Сергеевна                                                                     |
| 2007      | ф | Ленинград                             | Алина                                                                                |
| 2007      | ф | Похищение (США)                       | Имя персонажа не указано                                                             |
| 2007      | ф | Просто повезло                        | Имя персонажа не указано                                                             |
| 2007      | ф | Родина или смерть                     | Дина Старостина, старший лейтенант НКВД                                              |
| 2007      | ф | Смерш                                 | Каролина                                                                             |
| 2008      | ф | Наследники                            | Ирина Трофимова, жена Георгия Трофимова, мать Тимофея                                |
| 2008      | ф | Подарок Сталину                       | Верка                                                                                |
| 2008      | ф | Путь самца                            | Лена                                                                                 |
| 2008      | ф | Тот, кто гасит свет                   | Ирина Петровна Кострова                                                              |
| 2009      | ф | Правосудие волков                     | певица Лида                                                                          |
| 2009      | ф | Стерва                                | Елена Николаевна Лужина                                                              |
| 2010      | с | Записки экспедитора Тайной канцелярии | вдова Мария Карловна                                                                 |
| 2010      | с | Индус                                 | Светлана Пономарёва                                                                  |
| 2010      | с | Подарок судьбы                        | Юлия Кондрашова                                                                      |
| 2011      | ф | 45 сантиметров                        | Инна                                                                                 |
| 2011      | с | Естественный отбор                    | Ольга                                                                                |
| 2011      | с | На нейтральной полосе                 | Имя персонажа не указано                                                             |
| 2011      | с | Судмедэксперты (телесериал)           | Рита Малинина                                                                        |
| 2011      | ф | Дом                                   | Наталья Шаманова                                                                     |
| 2012      | ф | Икона                                 | Имя персонажа не указано                                                             |
| 2012      | с | Отстегните ремни                      | Ксения Милова                                                                        |
| 2013      | с | На нейтральной полосе                 | Имя персонажа не указано                                                             |
| 2013      | с | Обнимая небо                          | Женя Луговая (взрослая)                                                              |
| 2013      | ф | ЧБ                                    | Тамара                                                                               |
| 2014      | с | Семья маньяка Беляева                 | Анна Владимировна Беляева, учитель математики                                        |
| 2016      | ф | Беги!                                 | Алла Владимировна Кириленко, подполковник Следственного комитета                     |
| 2017      | с | Бумеранг                              | Агнесса                                                                              |
| 2017      | с | Можно мне тебя обнять?                | Елизавета Анисимова, мать Ани                                                        |
| 2017      | с | Синяя роза                            | Галя                                                                                 |
| 2018      | с | Впереди день                          | Нина                                                                                 |
| 2018      | с | Ласточка                              | Алина Воронова                                                                       |
| 2020      | ф | Подольские курсанты                   | Никитина, военврач                                                                   |
| 2020      | с | Казанова                              | Елена Сергеевна Марченко, заместитель председателя Бауманского райисполкома в Москве |
| 2020      | ф | Он+Она                                | Имя персонажа не указано                                                             |
| 2022      | с | Срок давности                         | Анна Светлова                                                                        |
| 2023      | ф | Хозяин                                | Ольга                                                                                |